# Козлов, Николай Борисович
Никола́й Бори́сович Козло́в (1924—2001) — врач, ректор Смоленского медицинского института в 1978—1995 годах, профессор, Заслуженный деятель науки Российской Федерации.

## Биография
Николай Козлов родился 21 ноября 1924 года в деревне Антипино (ныне — Бельский район Тверской области). В 1941 году окончил школу. Осенью 1942 года Козлов был призван на службу в Рабоче-крестьянскую Красную Армию. С начала 1943 года — на фронтах Великой Отечественной войны. Воевал в составе Кантемировского танкового корпуса в качестве радиста. Участвовал в Курской битве, освобождении Украинской ССР, штурме Берлина, освобождении Праги. После окончания войны Козлов демобилизован в звании старшины.
Окончил с отличием Смоленский медицинский институт, получал Сталинскую стипендию. Остался работать на кафедре биохимии. Исследовал проблему воздействия внешнего тепла на организм, защитил в этой области кандидатскую (1956) и докторскую (1962) диссертации, стал профессором (1962). С 1964 года Козлов руководил кафедрой биохимии. Его усилиями все преподаватели кафедры получили учёные степени, что позволило кафедре биохимии стать одной из лучших в академии. Активно занимался научной деятельностью, исследовал гипертермию, тепловую адаптацию организма человека, его шоковые состояния, воздействие алкоголя на организм и многие другие вопросы, вместе с коллективом кафедры производил научные разработки.
Козлов автор более чем 120 научных публикаций и 2 монографий, нескольких тематических сборников. Под его руководством было защищено 7 докторских и 25 кандидатских диссертаций.
В 1964—1978 годах Козлов занимал должность проректора по научной работе. В 1978 году, после смерти предыдущего ректора Смоленского медицинского института Григория Михайловича Старикова, занял его должность, руководил институтом до 1995 года. Внёс большой вклад в развитие института, в частности, именно при нём он был преобразован в Смоленскую государственную медицинскую академию. Умер 6 августа 2001 года, похоронен на Братском кладбище Смоленска.
Был также награждён орденами Дружбы (1995), Отечественной войны I степени, Красной Звезды, Трудового Красного Знамени, рядом медалей, почётных грамот. Заслуженный деятель науки Российской Федерации (1992), Почётный профессор Смоленской государственной медицинской академии (2000).
В память о Козлове на доме, где он жил, и на главном корпусе Смоленской государственной медицинской академии установлены мемориальные доски.